# Neolamprologus sexfasciatus
Neolamprologus sexfasciatus là một loài cá thuộc họ Cichlidae. Nó là loài đặc hữu của hồ Tanganyika nơi nó được tìm thấy ở Cộng hòa Dân chủ Congo, Tanzania, và Zambia.